# Asian Heart
Asian Heart er en film instrueret af Bodil Trier efter eget manuskript.

## Handling
Få en ung smuk kone fra Østen – en kvinde, der ydmygt og blidt føjer dig i alle dine ønsker og krav. Annoncer som denne kan blive starten til f.eks. filippinske pigers rejse til danske mænd, som vil købe sig en gylden skønhed, som kan leve op til mere traditionelle kønsroller. Besøg på kontaktbureauer, interviews på Filippinerne og i Danmark belyser denne særprægede form for indvandring – for pigerne en rejse til en uvis fremtid.